# Christine Chubbuck
Christine Chubbuck, född 24 augusti 1944 i Hudson, Ohio, död 15 juli 1974 i Sarasota, Florida, var en amerikansk nyhetsreporter som begick självmord i direktsänd TV. Hon sköt sig i huvudet bakom högra örat. Omedelbart innan hon begick självmord yttrade hon: "In keeping with Channel 40's policy of bringing you the latest in 'blood and guts', and in living color, you are going to see another first—attempted suicide."
Christine Chubbucks kropp kremerades och hennes aska ströddes i Mexikanska golfen.

## Populärkultur
I långfilmen Christine gestaltas hon av Rebecca Hall.